# Giuseppe Ristorante : Une histoire de famille
Giuseppe Ristorante : Une histoire de famille est une émission française de téléréalité mettant en scène Giuseppe Polimeno dans sa vie quotidienne et plusieurs personnes de sa famille. L'émission est diffusée du 3 février 2014 au 12 mars 2014 sur NRJ 12.

## Description
L'émission, présentée comme un Dynasty Show, s'inspire du programme The Osbournes diffusé par MTV aux États-Unis en 2002. Cette émission suivait la vie personnelle du chanteur de métal Ozzy Osbourne, accompagné de sa famille.
En France, ce concept a été diffusé pour la 1re fois sur Canal+ en 2003 ; il mettait en scène JoeyStarr et Francis Lalanne pour l'émission 60 jours 60 nuits.
Il s'agit du second dynasty show pour la chaîne NRJ 12, le premier étant Allô Nabilla.

## Synopsis
Giuseppe Polimeno et sa famille partent pour Miami. Ils ont pour mission de gérer un restaurant. Pour cela, ils seront aidés par un groupe de serveurs qui vivront également avec eux dans une somptueuse villa. 

### Participants
Les participants au programme sont :
- Giuseppe Polimeno (candidat dans la saison 1 de Qui veut épouser mon fils ?)
- Marie-France Polimeno, la mère (candidate dans la saison 1 de Qui veut épouser mon fils ?)
- Antonia Polimeno, la sœur
- Pasquale Polimeno, le père
- Amandine Michel, 22 ans, serveuse
- Anthony Abate, 25 ans, serveur
- Jessica Janin, 26 ans, serveuse
- Sophie Vaneghem, 26 ans, serveuse (épisodes 1 à 20)
- Niki « Nikky » Zsurikova, 27 ans, serveuse
- Nicolas Jacquemart, 30 ans, serveur
- Pietro Cistulli, 31 ans, serveur (candidat dans L'Île de la tentation 6 et L'Île des vérités 2)

Les autres participants
- Samira, conseillère en image (prétendante dans la saison 1 de Qui veut épouser mon fils ?)
- Carol Paredes, attachée de presse (bookeuse dans Les Marseillais à Miami)
- John, le sous-chef
- T-Nice, coach sportif et conseiller en nutrition
- Céline Dast, petite-amie de Pietro

Invités
- Gary Dourdan, acteur (épisode 5 - acteur dans Les Experts : Las Vegas)
- Quentin Elias, chanteur (épisodes 12 et 13 - membre du groupe Alliage)

### Audiences
| Épisode | Jour et horaire de diffusion           | Audience moyenne          | Audience moyenne | Audience moyenne |
| Épisode | Jour et horaire de diffusion           | Nombre de téléspectateurs | PDM              | Référence        |
| ------- | -------------------------------------- | ------------------------- | ---------------- | ---------------- |
| 1       | Lundi 3 février 2014 18:15 - 18:45     | 276 000                   | 1,9 %            | [ 3 ]            |
| 2       | Mardi 5 février 2014 18:15 - 18:45     | 223 000                   | 1,5 %            | [ 3 ]            |
| 4       | Jeudi 6 février 2014 18:15 - 18:45     | 301 000                   | 2,1 %            | [ 3 ]            |
| 7       | Mardi 11 février 2014 18:15 - 18:45    | 195 000                   | 1,3 %            | [ 3 ]            |
| 8       | Mercredi 12 février 2014 18:15 - 18:45 | 167 000                   | 1,1 %            | [ 3 ]            |
| 9       | Jeudi 13 février 2014 18:15 - 18:45    | 269 000                   | 1,8 %            | [ 3 ]            |
| 14      | Jeudi 20 février 2014 18:15 - 18:45    | 350 000                   | -                | [ 3 ]            |
| 17      | Mardi 25 février 2014 18:15 - 18:45    | 363 000                   | 2,5 %            | [ 3 ]            |
| 18      | Mercredi 26 février 2014 18:15 - 18:45 | 325 000                   | 2,4 %            | [ 3 ]            |
| 19      | Jeudi 27 février 2014 18:15 - 18:45    | 308 000                   | 2,2 %            | [ 3 ]            |
| 20      | Vendredi 28 février 2014 18:15 - 18:45 | 350 000                   | 2,3 %            | [ 3 ]            |
| 21      | Lundi 3 mars 2014 18:15 - 18:45        | 411 000                   | 2,9 %            | [ 3 ]            |
| 22      | Mardi 4 mars 2014 18:15 - 18:45        | 425 000                   | -                | [ 3 ]            |
| 23      | Mercredi 5 mars 2014 18:15 - 18:45     | 345 000                   | 2,7 %            | [ 3 ]            |
| 24      | Jeudi 6 mars 2014 18:15 - 18:45        | 371 000                   | 2,8 %            | [ 3 ]            |
| 26 à 29 | Mercredi 12 mars 2014 13:55 - 16:05    | 250 000                   | 3,4 %            | [ 3 ]            |

Légende :
En fond vert  = Les plus hauts chiffres d'audiences/PDA
En fond rouge = Les plus bas chiffres d'audiences/PDA